# Саджаа – Хамрія (ЗВГ/конденсатопровід)
Саджаа — Хамрія (ЗВГ/конденсатопровід) — трубопровід, призначений для вивозу продукції газопереробного заводу Саджаа (Об'єднані Арабські Емірати).
У 1982 році в еміраті Шарджа почалась розробка газоконденсатного родовища Саджаа. Споруджений тут газопереробний завод вилучав конденсат, котрий далі транспортували по трубопроводу довжиною 32 км та діаметром 300 мм до порту Хамрія, звідки відправляли на експорт. В кінцевому пункті трубопроводу доправлені вуглеводні передавались на зберігання до резервуарів, здатних вмістити 500 тисяч барелів.
У 1986-му на ГПЗ ввели нові потужності, призначені для вилучення пропану та бутану, які стали відправляти на експорт по тому ж трубопроводу, що й конденсат. Для зберігання цих продуктів в порту Хамрія встановили дві ємності об'ємом 110 тис. м3.